# Géza Frid
Géza Frid (født 25. januar 1904 i Máramarossziget, Ungarn (i dag Sighetu Marmației, Rumænien) - død 13. september 1989 i Beverwijk, Holland) var en ungarsk/hollandsk komponist, pianist og lærer.
Frid studerede komposition og klaver på Franz Listz Musikkonservatoriet i Budapest hos bla. Bela Bartok og Zoltan Kodaly. Han har skrevet en symfoni, en sinfonietta, orkesterværker, koncertmusik, kammermusik, scenemusik, korværker, sange, klaverstykker etc. Efter endt uddannelse, flygtede Frid grundet nazisternes fremgang i Ungarn til Italien og Frankrig, hvor han boede forskellige steder, indtil han i 1929 emigrerede til Holland, hvor han bosatte sig i Amsterdam. Han underviste som lærer i klaver på Skolen for Musik og Dans i Rotterdam (1946-1948), og på Musikkonservatoriet i Utrecht (1964-1970). Han var også en omrejsende koncertpianist, og var solist med mange Symfoniorkestre i hele Verden. Hans kompositions stil var inspireret af ungarsk folklore, Bela Bartok, Claude Debussy og Maurice Ravel.

## Udvalgte værker
- Symfoni (1933) - for orkester
- Sinfonietta (1963) - for strygeorkester
- Klaverkoncert (1957) - for to klaverer og orkester
- Violinkoncert (1930) - for violin og orkester
- Suite (1929) - for orkester
- Nocturner (1946) - for fløjte, harpe og strygeorkester
- Sydafrikansk rapsodi (1954) - for orkester
- Symfoniske studier (1954) - for orkester